# آبی‌مرغ کوهستانی
آبی‌مرغ کوهستانی (نام علمی: Sialia currucoides) نام یک گونه از سرده آبی‌مرغ است.
آبی‌مرغ کوهستانی پرنده نمادین ایالت‌های آیداهو و نوادا در آمریکا است.